# Fiori per Algernon
Fiori per Algernon (Flowers for Algernon) è un racconto di fantascienza del 1959 di Daniel Keyes, vincitore del premio Hugo per il miglior racconto breve nel 1960. Il racconto venne poi ampliato nel 1966 dando vita a un omonimo romanzo che vinse il Premio Nebula.
Il racconto, scritto nel 1958 e pubblicato per la prima volta nel numero di aprile 1959 di The Magazine of Fantasy and Science Fiction, ha vinto l'Hugo Award come miglior racconto nel 1960. Algernon è un topo da laboratorio che ha subito un intervento chirurgico per aumentare la sua intelligenza. La storia è raccontata attraverso una serie di rapporti sullo stato di avanzamento scritti da Charlie Gordon, il primo soggetto umano sottoposto alla procedura chirurgica, e tocca temi etici e morali come il trattamento dei disabili mentali. Sebbene ne sia stata chiesta più volte la rimozione dalle biblioteche negli Stati Uniti e in Canada, a volte con successo, il libro viene frequentemente insegnato nelle scuole di tutto il mondo ed è stato adattato molte volte per televisione, teatro, radio, inoltre l'adattamento cinematografico I due mondi di Charly ha ottenuto l'Oscar al miglior attore nel 1969.
È considerato un classico della letteratura in lingua inglese del XX secolo e uno dei più bei racconti di fantascienza di sempre. Ha avuto numerosi adattamenti, specie per la televisione. Inoltre, è stato citato nell'albo numero 23 del fumetto italiano Dylan Dog, intitolato L'isola misteriosa.
Il racconto è stato tradotto in italiano per la prima volta nel 1959 nell'antologia Le meraviglie del possibile e il romanzo è stato tradotto nel 1967.

## Trama

### Racconto
Charlie Gordon, un inserviente con una disabilità mentale, ha il compito di lavare il pavimento e fare le consegne per una panetteria. Charlie è cosciente di non essere intelligente quanto gli altri ma sogna di diventarlo, così, quando Alice Kinnian – la sua insegnante alla scuola per adulti con difficoltà cognitive – gli parla di un procedimento sperimentale per aumentare l'intelligenza, decide di provarlo. Charlie diventa così la prima cavia umana dell'operazione ideata dai professori Nemur e Strauss, che hanno già triplicato l'intelligenza di un topo di nome Algernon.
Charlie diventa sempre più intelligente: batte Algernon nella soluzione dei labirinti (mentre all'inizio era sempre il topo a vincere), e alla fine supera la sua maestra, Alice di cui è innamorato, e persino i professori che l'hanno operato, diventando un genio. Non tutti gli aspetti della sua vita, però, cambiano in meglio: Charlie si rende conto con dolore di essere stato preso in giro per la sua stupidità dai suoi compagni di lavoro, mentre questi, spaventati dal suo misterioso cambiamento, firmano una petizione per farlo licenziare. Quando Charlie, con orrore, scopre altre persone ridere di un cameriere anche egli con disabilità mentale – come i suoi vecchi compagni facevano con lui – lo difende ad alta voce, trovando uno scopo nella vita: aiutare chi è affetto da una disabilità cognitiva. 
Improvvisamente, però, l'intelligenza di Algernon comincia a mostrare segni di declino, quindi il topo muore. Svolgendo delle ricerche personalmente, Charlie scopre che gli effetti dell'operazione sono temporanei, e di lì a poco inizia a perdere le sue capacità intellettuali, cadendo in depressione.
Ritrova il lavoro alla panetteria dove, conoscendo la sua storia, i suoi amici ora lo rispettano – ma un giorno, dimenticatosi di tutto ciò che è successo, torna alla scuola per disabili. Alice, vedendolo, scoppia a piangere. Charlie decide di andarsene per non darle più simili dispiaceri, e nella postilla della lettera d'addio (ormai di nuovo completamente sgrammaticata) chiede che qualcuno metta ogni tanto dei fiori sulla tomba di Algernon, nel suo cortile:

### Romanzo
Il romanzo del 1966 ha essenzialmente la stessa trama del racconto, con delle modifiche minori (ad esempio Charlie lava i pavimenti in una panetteria anziché in una fabbrica) ed alcune aggiunte.
Attraverso flashback ci viene presentata la famiglia di Charlie: una madre violenta e ossessionata dalla “diversità” di suo figlio, un padre rassegnato che alla fine lo porta via da casa per sottrarlo alla collera della moglie, una sorella minore che lo detesta perché il fratello disabile le complica la vita.
Charlie inizia una relazione sentimentale con Alice, che rischia di naufragare quando, a causa del suo intelletto superiore, tutti i suoi interessi sono oltre la comprensione di lei. Un altro periodo in cui il loro amore è a rischio è quando Charlie sta perdendo l'intelligenza, ed è preda di frequenti sbalzi d’umore, rabbia e depressione. Quando Charlie torna alle sue condizioni iniziali, la loro storia è ormai finita.
Ad un certo punto, mentre è un genio, Charlie scappa per allontanarsi dall'influenza dei professori Strauss e Nemur, portando con sé Algernon. Fa conoscenza con un'artista chiamata Fay, sua vicina di casa nell'appartamento in cui si stabilisce, ed allaccia con essa una breve relazione. Quando la mente di Algernon inizia a regredire, comunque, Charlie riprende il contatto con i professori – per capire cosa sta accadendo al topo – e con Alice.

## Stile di scrittura
La storia è narrata in prima persona da Charlie nei suoi diari, così che il lettore possa rendersi conto dei cambiamenti che il protagonista attraversa nel corso della vicenda. I primi resoconti sono pieni di errori di grammatica ed esprimono una visione del mondo molto ingenua, in cui il lettore capisce molto più di quanto non comprenda lo stesso narratore (Charlie, ad esempio, scrive di non capire perché i suoi compagni dicano “Non fare il Charlie Gordon” a chi fa qualcosa di stupido). Via via la grammatica e la comprensione del mondo di Charlie migliorano, per poi regredire allo stato iniziale alla fine della storia.

## Temi
Al di là dell'idea fantascientifica di base, Fiori per Algernon tocca molti temi riguardanti il ruolo dell'intelligenza e della cultura nella vita.
Uno dei temi più importanti – specialmente nel romanzo – è la posizione delle persone con divergenze mentali nella società, il loro inserimento e la discriminazione cui sono soggetti; una condizione di cui Charlie fa esperienza da entrambi i lati della barricata.
Un altro argomento centrale è il ruolo dell'intelligenza nei rapporti tra le persone, e gli ostacoli alla comunicazione incontrati da chi ha un intelletto fuori dal comune: il genio allontana dagli altri quanto l'idiozia, e non è detto che la seconda opzione sia la peggiore, come riflette Charlie dopo aver perso la compagnia dei suoi vecchi amici e – temporaneamente – l'amore di Alice.
Nel romanzo, Charlie nota con irritazione di essere talvolta trattato come la cavia di un esperimento anziché come un essere umano. Il professor Nemur, in particolare, ha scarsa considerazione per i disabili cognitivi, mentre Charlie ritiene di aver avuto la dignità di chiunque altro anche quando aveva un'intelligenza inferiore alla media. Che gli uomini vengano considerati solo come dati di un esperimento, senza riguardo per la loro dignità di persone, è uno dei rischi delle scienze umane moderne.
Attraverso Charlie, Keyes ci fa notare che tutte le forme di cultura mostrano un'unità di fondo, ma molte persone – anche molti “esperti” – hanno un sapere ristretto e limitato al loro settore di competenza, ed hanno paura che gli altri scoprano le loro lacune. Mentre studia il regresso di Algernon, Charlie si accorge che, grazie alla sua cultura enciclopedica, è capace di fare collegamenti con tutti i campi della conoscenza, e ciò lo aiuta enormemente nella sua ricerca.

## Accoglienza e critiche
Fiori per Algernon è ormai un classico della letteratura in lingua inglese del XX secolo, ed è considerato uno dei più bei racconti brevi di fantascienza di sempre. È spesso usato come testo di lettura nelle scuole statunitensi, anche se in tale contesto il romanzo ha talvolta incontrato lo sfavore dei genitori a causa delle parti che trattano la storia personale del protagonista; in particolare alcuni flashback di esperienze sessuali e della pubertà (nel 1970 fu bandito dai comitati scolastici di Cranbook e Calgary, Canada). Nel racconto, invece, i temi potenzialmente sgraditi non sono presenti.

## Adattamenti
- The Two Worlds of Charley Gordon (1961), adattamento televisivo del racconto, con Cliff Robertson.
- I due mondi di Charly (1968), un film di Ralph Nelson, sempre con Cliff Robertson che vinse l'Academy Award come miglior attore protagonista. Il titolo è scritto nella calligrafia infantile di Charlie prima dell'operazione, con la R scritta a rovescio.
- Un musical del 1979 con Michael Crawford.
- Un film per la televisione nel 2000, con Matthew Modine.
- Una serie di 11 episodi per la televisione giapponese, nel 2002, con Yūsuke Santamaria.
- Des Fleurs Pour Algernon, un film di David Delrieux del 2006, produzione Francia-Svizzera, con Julien Boisselier.
- Un dorama del 2015, Algernon ni hanataba o, interpretato da Tomohisa Yamashita.

Un elenco degli adattamenti si trova qui

## Edizioni
- Daniel Keyes, Flowers for Algernon, 1959.
- Daniel Keyes, "Fiori per Algernon", Psico volume 2, traduzione di Bruno Oddera, 1967, Longanesi & C., 320 pp.
- Daniel Keyes, Fiori per Algernon, I libri pocket vol. 392, traduzione di Bruno Oddera, 1973, Longanesi & C., pp. 267
- Daniel Keyes, Fiori per Algernon, traduzione di Bruno Oddera, collana Biblioteca Cosmo n° 5, Editrice Nord, 2005,  p. 309, ISBN 88-429-1381-2.